# Gastrotheca andaquiensis
Gastrotheca andaquiensis är en groddjursart som beskrevs av Pedro M. Ruiz-Carranza och Jorge I. Hernández-Camacho 1976. Gastrotheca andaquiensis ingår i släktet Gastrotheca och familjen Hemiphractidae. IUCN kategoriserar arten globalt som nära hotad. Inga underarter finns listade i Catalogue of Life.